# Leucandra paucispina
Leucandra paucispina är en svampdjursart som beskrevs av Hozawa 1929. Leucandra paucispina ingår i släktet Leucandra och familjen Grantiidae.
Artens utbredningsområde är havet kring Japan. Inga underarter finns listade i Catalogue of Life.